# Eurocaja Rural
Eurocaja Rural, es una cooperativa de crédito, una de las mayores Cajas Rurales de España y está presente en Castilla-La Mancha, Madrid, Castilla y León, Comunidad Valenciana y Murcia.
Fue fundada en 1965. en Toledo donde se encuentran sus Servicios Centrales, situados en la calle Méjico, número 2, de la capital castellanomanchega.
A cierre de ejercicio de 2018, EurocajaRural poseía 404 oficinas y agencias financieras distribuidas por Castilla-La Mancha, Comunidad de Madrid, la provincia de Ávila y la Comunidad Valenciana. En esa misma fecha contaba con 440.000 clientes, 84.000 socios, 1.084 profesionales, 7.782 millones de euros de activos y una inversión crediticia de 3.605 millones de euros.

## Historia

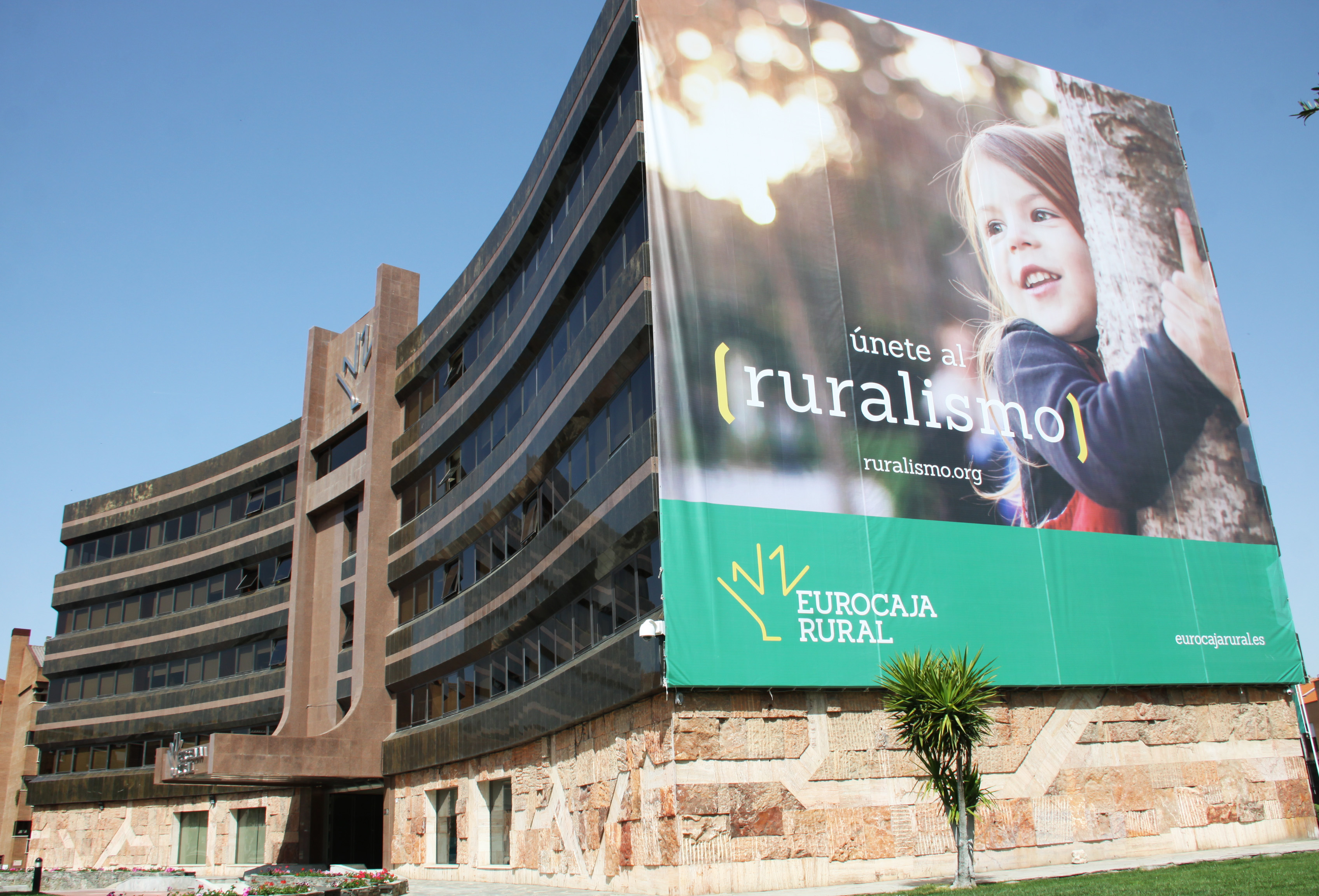
Sede Social en Calle Méjico 2, Toledo.

Aunque los orígenes de Eurocaja Rural, Sociedad Cooperativa de Crédito, se remontan a 1963, la Entidad celebró su primera Asamblea General el 30 de marzo de 1965 con un ADN 100% cooperativo, bajo el nombre de Caja Rural Provincial de Toledo.
Sus señas de identidad son: seguridad, solvencia y confianza.
Su primer presidente fue D. Antonio Marañón de Mora y su primer director general, D. José María de Pablos Fernández. 
La entidad fue creada para aportar soluciones financieras y contribuir a la dinamización de su entorno, con atención preferente al sector agrícola.
Inició su actividad en unos locales situados en la subida de la calle Carlos V de Toledo, para posteriormente situar su sede social en la calle Alférez Provisional de la capital. 
Desde 1985 su Sede Central está situada en la calle Méjico número 2, de Toledo.

### Sede Central
El 18 de junio de 1985 fue inaugurada la actual sede central de la cooperativa de crédito, situada en el centro de Toledo, en un moderno edificio de cinco plantas con 13.200 metros cuadrados de construcción que representa la forma de una espiga, símbolo de la Caja Rural.
Se trata de un edificio de líneas curvas con funcionalidad administrativa y social y espacios libres y ajardinados, con separación suficiente entre el inmueble y las vías urbanas, pero integrado totalmente en la ciudad, conjugando adecuadamente la seguridad y funcionalidad propias de una entidad de crédito.
El arquitecto autor del proyecto fue Adolfo Dzitkowski, siendo el doctor arquitecto autor del edificio Guillermo Santacruz Sánchez de Rojas.
La sede central acoge un Centro Cultural donde instituciones, fundaciones y asociaciones desarrollan todo tipo de actividades. Cuenta con un Auditorio de 600 plazas, el denominado Salón Verde (espacio multifuncional habilitado como aula de formación, espacio para la rúbrica de convenios, presentación de eventos, realización de ruedas de prensa, etc.), las salas de exposiciones Picasso, Velázquez y Goya y un amplio perímetro de jardines.

### En los años 90, Caja Rural empieza a crecer
Con la adquisición por absorción de Caja Rural de Guadalajara, la Entidad inicia su primera fase de expansión supraprovincial, abriendo además sus primeras oficinas en la Comunidad de Madrid y en Ávila.
En 1994, a propuesta del Consejo Rector, se nombra a D. Rafael Martín Molero como director general. Bajo su mandato, la entidad destaca por la continua y constante mejora de todos y cada uno de sus parámetros económico-financieros, hasta alcanzar la posición de referencia que hoy ocupa en el sistema financiero español.

### Grupo Económico
En 1999, Caja Rural pone en marcha su Centro de Bolsa, Valores, Fondos y Patrimonios y en el año 2000, adaptándose a los avances del siglo XXI, comienza a forjar su Grupo Económico, creando Rural Patrimonios Agrupados SICAV, S.A. 
Entre los años 2000 y 2005, la Entidad amplía su ámbito como entidad pasando a ser un Grupo de entidades que complementan las acciones realizadas por la empresa matriz y presentan un balance consolidado.
En 2003 nace la Fundación Caja Rural y en 2005 la empresa Castilla-La Mancha Servicios Tecnológicos, S.L. En 2007 ve la luz Caja Rural Castilla-La Mancha Mediación Operador de Banca Seguros Vinculados S.L. 
Hoy en día el Grupo Económico de la Entidad está integrado por: Fundación Eurocaja Rural; CLMTEC S.L., Eurocaja Rural Mediación OBSV, S.L.; Viveactivos, S.A.; Eurocaja Rural Sociedad Gestión de Activos, S.A.; y Rural Broker, S.L.

### Cambio de denominación social
El 26 de abril de 2011, la Asamblea General Ordinaria celebrada ese día, aprueba por aclamación y unanimidad de los socios el cambio de denominación social de la Entidad. Caja Rural de Toledo pasa a llamarse Caja Rural de Castilla-La Mancha, Sociedad Cooperativa de Crédito, nombre que denota el nuevo objetivo al que se enfrenta.
Bajo esta calificación mantiene intacto su espíritu y vocación social, siendo sus bases la solvencia y la estabilidad.

### Plan de Expansión
En el año 2012, el Plan de Expansión de Caja Rural Castilla-La Mancha da sus primeros frutos a nivel regional. A día de hoy está presente en las cinco provincias de Castilla-La Mancha: Toledo, Albacete, Ciudad Real, Cuenca y Guadalajara, así como en Madrid y Ávila.
Su cumplimiento, amplía la base comercial donde la Entidad no tenía implantación, además de seguir aumentando cuota de mercado en sus territorios históricos.
Tal es así que Caja Rural Castilla-La Mancha tuvo un incremento neto histórico en 2014 de 40.000 nuevos clientes, hasta totalizar 412.000 clientes.
En octubre de 2013 se oficializa el acuerdo para la integración de 14 oficinas de Barclays en Caja Rural Castilla-La Mancha, lo que permite a la cooperativa de crédito extender su área de influencia a otras zonas limítrofes a esta región.
En abril de 2014, Caja Rural Castilla-La Mancha compra a Banco Caixa Geral cuatro oficinas en Castilla-La Mancha y Madrid con un volumen de negocio de 100 millones de euros y 2.000 clientes.
En junio de 2014, Barclays España alcanza un nuevo acuerdo con Caja Rural Castilla-La Mancha para la transmisión a la cooperativa de crédito de nueve oficinas, así como de una parte del negocio de otras cinco oficinas del grupo británico, situadas en la Comunidad de Madrid y en Castilla-La Mancha.

### Cambios estratégicos
A finales de 2014, y bajo la batuta del director general de Caja Rural Castilla-La Mancha, Víctor Manuel Martín López, se produjeron cambios estratégicos en el organigrama interno de la Entidad, con el objetivo de adaptarse a las crecientes necesidades derivadas de su nueva dimensión.
En consecuencia, la cooperativa de crédito reforzó su Área de Gobierno Corporativo con la creación de un nuevo Gabinete Institucional, la de Soporte redimensionando su Área de Desarrollo Organizativo y las de Control con el desdoblamiento de las funciones de Control de Riesgos y Análisis de Banca de empresas y pymes en nuevas unidades operativas, con recursos acordes a los requerimientos actuales de la Entidad. Además, se constituyó un nuevo Centro de Atención al Usuario, dotado de nuevas aplicaciones tecnológicas y personal para aumentar la calidad del servicio.

### Afianzamiento del Plan de Expansión y otros logros
Han sido varios los hitos que marcaron el ejercicio 2014: la consolidación de su Plan de Expansión por Castilla-La Mancha, Madrid y Ávila -con un total de 67 nuevos puntos de venta abiertos al público, la compra de oficinas de Banco Caixa Geral, con 100 millones de negocio y 2.000 clientes, la potente campaña de la PAC -siendo la primera entidad en obtener sello de calidad a su tramitación- la presentación de la Correduría de Seguros Rural Broker y el refuerzo del Área de Mercado de Capitales de su División Financiera.
En octubre de 2013 se oficializó el acuerdo para la integración de 14 oficinas de Barclays en Caja Rural Castilla-La Mancha, lo que permitió a la cooperativa de crédito extender su área de influencia a otras zonas limítrofes a esta región. 
En abril de 2014, Caja Rural Castilla-La Mancha compra a Banco Caixa Geral cuatro oficinas en Castilla-La Mancha y Madrid con un volumen de negocio de 100 millones de euros y 2.000 clientes.
En junio de 2014, Barclays España alcanza un nuevo acuerdo con Caja Rural Castilla-La Mancha para la transmisión a la cooperativa de crédito de nueve oficinas, así como de una parte del negocio de otras cinco oficinas del grupo británico, situadas en la Comunidad de Madrid y en Castilla-La Mancha. 
Gracias al Plan de Expansión, la Entidad duplicó su red comercial en cuatro años, contrarrestando además la tendencia actual de cierre de centros de trabajo y reestructuraciones promovidos por el sector financiero a nivel nacional. 
Tal es así que Caja Rural Castilla-La Mancha tuvo un incremento neto histórico en 2014 de 40.000 nuevos clientes, hasta totalizar 412.000 clientes. Ello pese a la desfavorable coyuntura general y sin comprometer los buenos ratios de la Entidad.
La Caja también inauguró su nueva oficina de Banca Personal, presentó en sociedad el Instituto de Innovación y Competitividad de la Fundación Caja Rural Castilla-La Mancha y celebró su II Carrera Solidaria, cuya recaudación fue destinada a la Asociación de Familias de Niños con Cáncer (AFANION) de Castilla-La Mancha.

### Financiación para las empresas con Empresárea
La cooperativa de crédito castellano-manchega fortaleció, además, en 2014 su presencia en el tejido empresarial de la región mediante el lanzamiento de Empresaréa, un proyecto para financiar a las empresas de la región, con la misión de hacer llegar el crédito a las empresas a precios muy competitivos, en colaboración con la Confederación Regional de Empresarios (CECAM) y sus federaciones empresariales provinciales. Para ello se revisaron a la baja todas las tarifas de sus productos financieros en los apartados de financiación, seguros, medios de pago, formación e internacionalización.

### 2015 – 50 Aniversario
El 30 de marzo de 2015, la Entidad celebró su 50 aniversario. Para conmemorar la relevancia de dicha onomástica, la Entidad organizó distintos actos. Así, se llevó a cabo una gira de conciertos, todos ellos gratuitos, en colaboración con ’40 Principales’, con artistas reconocidos del panorama musical nacional e internacional y con la participación del locutor de radio y presentador de televisión Tony Aguilar. 
Los conciertos tuvieron lugar en las localidades de Talavera de la Reina, Toledo, Albacete, Guadalajara, Ciudad Real, Cuenca y Alcázar de San Juan.
Además, se realizó una campaña institucional protagonizada por el actor y humorista José Mota, un castellano-manchego de Montiel, cuya notoriedad mediática y capacidad de comunicación ayudaron a dar mayor alcance y repercusión a la nueva identidad de Caja Rural. El lema de dicha campaña fue “Creciendo Juntos”.
Igualmente, se realizaron diversos sorteos para agradecer la fidelidad de los clientes de la Entidad, en los que se entregaron vehículos (Nissan Micra), ‘Ipad Air 2’ y ‘Iphone 6’.
En 2015, coincidiendo con el 50 aniversario de la entidad financiera, el Pleno del Ayuntamiento de Toledo aprobó por unanimidad la instalación de una placa conmemorativa en Calle Méjico, ubicada en la fachada del edificio situado frente a la sede central de la cooperativa de crédito, “en reconocimiento a sus 50 años en el ámbito financiero al servicio de las Cooperativas y la sociedad toledana”.

### De Caja Rural Castilla-La Mancha a Eurocaja Rural
En 2016, Andrés Gómez Mora, quien estuvo más de la mitad de la historia de la Caja presidiendo la Entidad, dejó su cargo como máximo representante legal de la cooperativa de crédito. La Asamblea General Extraordinaria eligió a Javier López Martín como nuevo presidente de la entidad con el respaldo mayoritario de los socios, obteniendo el 99,45% de los votos emitidos.
En 2017, Eurocaja Rural abrió nuevas oficinas en la Comunidad Valenciana, concretamente en las provincias de Alicante y Valencia. En 2018 se produjo la llegada definitiva a Castellón.
El 20 de abril de 2018, la Asamblea General Ordinaria aprobó por aclamación y unanimidad de los socios el cambio de denominación e imagen de la Entidad. Caja Rural Castilla-La Mancha pasó a denominarse Eurocaja Rural.
Eurocaja Rural es una entidad financiera con autosuficiencia en la gestión, sin apoyos externos de ningún tipo e independiente del poder político.
La estrategia de Eurocaja Rural se apoya en una prudente política de dotación a provisiones, un beneficio contenido, una solvencia indiscutible y adaptada a cualquier escenario de riesgo, una de las morosidades más bajas del sistema financiero español y una prestación de servicios de calidad y competitivos.
En contraste con el reajuste que se está imponiendo en todo el sistema financiero español, Eurocaja Rural inició a mediados de 2011 un Plan de Expansión que le ha permitido duplicar su red comercial e incrementar notablemente el número de empleados, contribuyendo a la creación de empleo y dinamización del territorio.
Junto a este proyecto expansionista, destaca la labor de asistencia social y económica de la Entidad en localidades donde el volumen de negocio no es atractivo para la competencia. Así, la Caja hace un especial hincapié en el servicio que presta al medio rural. La prudente y eficiente gestión emprendida por la Caja demuestra que es posible ser competitivo y rentable pese a una coyuntura complicada. 
Eurocaja Rural es en este momento la única entidad financiera presente en más de 45 localidades en las que opera.
La Entidad genera relaciones duraderas con los clientes, traducidas en casi 14 años de permanencia media de los mismos en la Entidad, el doble que la media del sector.
El hecho diferenciador de los resultados de la Entidad, según manifiesta su director general, Víctor Manuel Martín López, “es que el beneficio se reinvierte en la tierra y eso produce un efecto dinamizador en los sectores económicos y en el progreso de todo su ámbito de actuación”.
Más de medio siglo después de su nacimiento, la Entidad es una de las empresas referencia de Castilla-La Mancha y una de las entidades más solventes del sistema financiero español, con más de 84.000 socios, 1.084 profesionales y 404 puntos de venta en CLM, Madrid, Ávila y Comunidad Valenciana que dan servicio a más de 440.000 clientes.
Hoy día la Entidad está comprometida con el progreso social y económico de su entorno, inyectando liquidez a Administraciones, empresas, autónomos, cooperativas, agricultores, ganaderos, asociaciones, familias y particulares, así como acercando la banca a los pequeños municipios, dando servicio para el desarrollo y dinamización de todo el territorio donde actúa.
Además, en septiembre de 2021, Eurocaja Rural ha anunciado la emisión de cédulas hipotecarias de calificación sostenible por importe de 700 millones de euros. Así, la entidad se compromete a destinar los fondos obtenidos a proyectos verdes y sociales, tal y como queda establecido en el marco de sostenibilidad de la emisión.